# Itea Apedem Montilla
El APEDEM Montilla es un club de fútbol de España de la ciudad de Montilla en Córdoba, Andalucía. Fue fundado en 1994 y se desempeña en la Regional Preferente de Andalucía.
Nuestra escuela de fútbol Apedem comienza a formarse en 1994 por un grupo de padres que con más corazón que medios dieron sus primeros pasos hacia lo que somos hoy en día. Cuenta con más de 300 niños/as que se inician a los 6 años de edad, a los cuales se les facilitan las herramientas, técnicas y conocimientos que les permitan formarse como futbolistas a la misma vez que se les inculcan los valores necesarios para su formación en el día a día como personas.
Apedem cuenta con categorías: senior, juvenil, cadete, infantil, alevín, benjamin, prebenjamin y femenino.
En la temporada 2010/2011 el Montilla C.F. y el APEDEM Montilla se unen en lo deportivo para sacar un proyecto adelante por el bien del fútbol montillano desde el momento del acuerdo el Montilla C.F. se queda con los jugadores del APEDEM para la primera plantilla del club formado por el Montilla C.F. y el APEDEM Montilla.
Con esta unión APEDEM se queda sin equipo senior para que solo haya un equipo senior en la localidad, manteniendo el resto de las categorías iguales.

## Uniforme
En la temporada 2015-2016 el APEDEM Montilla utiliza las siguientes equipaciones:
- 1ª equipación: Camiseta amarilla, pantalón verde, medias verde.
- 2ª equipación: Camiseta verde, pantalón verde, medias verdes.

## Escudo
El escudo del APEDEM Montilla está inspirado en un balo cruzado con un lápiz, expresando así que es un club de formación, donde se forman y educa a los jóvenes niños/as para el mundo del fútbol.

## Presidentes
- Miguel Navarro (1994/1998).
- Juan Carlos Arce (2004/2015).
- David Algaba Ruz (2015/actualidad).

## Estadio
El APEDEM Montilla juega sus partidos en el Estadio Municipal De Montilla, que cuenta con una capacidad de 5000 espectadores y un terreno de juego de césped artificial. El estadio fue inaugurado el 19 de marzo de 1981 con un torneo entre el Real Betis Balompié, Córdoba CF, C.D. Pozoblanco y el Montilla C.F.

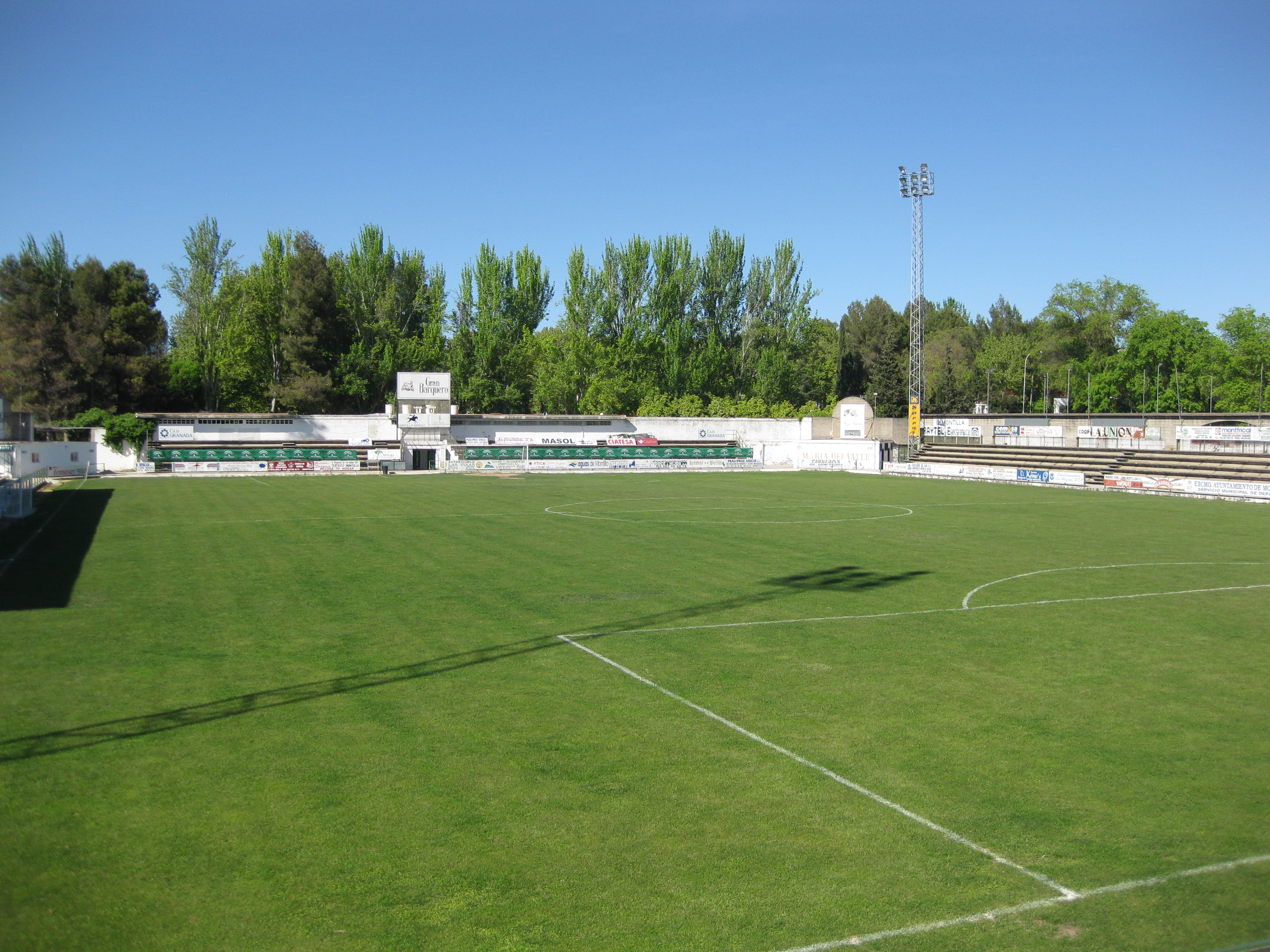
Estadio Municipal De Montilla

## Entrenadores Senior

### Cronología de entrenadores del equipo senior
- Francisco Repiso Navarro "Yimi" (2003/2007)
- Manolo Casado Jiménez (2007/2008)
- Antonio Gálvez(2008/2009)
- Nicolas Sanches Parra "Nico"(2009/2010)

### Cronología de entrenadores del equipo Juvenil
- Pepe García (2006/2008)
- Nicolas Sanches Parra(2008/2009)
- Francisco Repiso Navarro "Yimi" (2009/2012)
- Luisma Aparicio Espejo (2012/2014)
- Álvaro Reyes Gallegos (2014/2015)
- Jorge Alférez Hinojosa (2015/Actualidad)

## Jugadores

### Plantilla equipo juvenil 16/17
Actualizado el 2 de abril de 2010

## Cuerpo Técnico juvenil 2015/16
| Posición     | Nombre                                     |
| ------------ | ------------------------------------------ |
| Entrenadores | Jorge Alférez Hinojosa Antonio José Espejo |

## Datos del club categoría Juvenil
- Temporadas en Liga nacional: 4.
- Temporadas en Regional Preferente de Córdoba: 15.
- Temporadas en Primera Provincial: 5.